# Top Cat and the Beverly Hills Cats
Top Cat and the Beverly Hills Cats (no Brasil: Manda-Chuva em Beverly Hills ou Manda-Chuva: A Fortuna do Batatinha na distribuição em Home Video realizada pela PlayArte) é um filme de animação de 1988, produzido para a televisão e é parte da série  Hanna-Barbera Superstars 10. A trama do filme de TV é essencialmente uma refilmagem prolongado de episódio da série Manda-Chuva, "The Missing Heir".